# ルイ・フランソワ・アルマン・ド・ヴィニュロー・デュ・プレシ

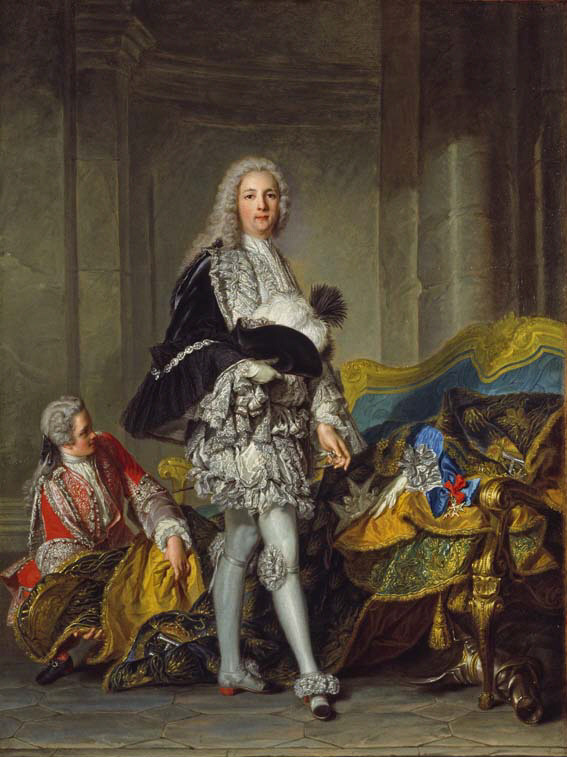
リシュリュー元帥

第3代リシュリュー公爵ルイ・フランソワ・アルマン・ド・ヴィニュロー・デュ・プレシ（仏: Louis François Armand de Vignerot du Plessis, duc de Richelieu, 1696年3月13日 - 1788年8月8日）は、フランスの貴族、軍人。内廷侍従長、陸軍元帥としてブルボン朝のフランス王ルイ14世・ルイ15世・ルイ16世の3代に仕えた。
リシュリュー枢機卿の大甥にあたる第2代リシュリュー公アルマン・ジャン・ド・ヴィニュロー・デュ・プレシの子。同時代のデギュイヨン公爵エマニュエル・アルマン・ド・リシュリューは甥。どちらも元帥の称号を持つので紛らわしいが、歴史書ではより有名なこちらの人物をリシュリュー元帥と、甥の方はデギュイヨン公爵と記す場合が多い。フランス復古王政期の首相を2度務めた第5代リシュリュー公アルマン・エマニュエルは孫に当たる。

## 生涯
1696年にパリで誕生、ルイ14世が名付け親となった。スペイン継承戦争の終盤に当たる1712年にヴィラール元帥のもとでランドルシー解囲戦に参戦したが、1711年にバスティーユ要塞に投獄されたこともあり、1716年に決闘の罪で、1719年にはルイ15世の摂政であるオルレアン公フィリップ2世失脚を目論んだメーヌ公妃ルイーズ・ベネディクト・ド・ブルボンとスペインの駐仏大使チェッラマーレ公の陰謀（チェッラマーレ陰謀事件）に加担した罪で3度投獄された。フィリップ2世の娘シャルロット＝アグラエ・ドルレアンと恋愛騒動を起こしたことも投獄に繋がった。
こうした身持ちの悪さにもかかわらずルイ15世からは内廷侍従長として重用され、1725年から1729年の4年間はオーストリア駐在大使を務めウィーンに滞在した。また、ルイ15世にネール姉妹を斡旋した首謀者と見なされており、特に従妹のシャトールー公爵夫人との関係は密接でしばしば手紙で宮廷の情報を交換し合っていた。ポーランド継承戦争、オーストリア継承戦争に参戦、1743年のデッティンゲンの戦いと1745年のフォントノワの戦いでフランス軍に従軍した一方、1744年のシャトールー公爵夫人の死後ルイ15世の公妾となったポンパドゥール夫人が勢力を振るうようになるとはじめは抵抗したが、後に抵抗の不利を悟って恭順の姿勢を示した。
七年戦争にも参戦して1756年にメノルカ島攻略を計画・指揮してイギリスから奪取（メノルカ包囲戦）、翌1757年にドイツ戦線の司令官をデストレ公から引き継ぎイギリスの大陸領でもあるハノーファーを侵略してイギリス軍を追い詰めたが、イギリス軍司令官のカンバーランド公ウィリアム・オーガスタスとクローステル・ツェーヴェン協定を結び撤退した（ハノーファーの侵略）。戦後フランス政府から汚職と協定が寛大過ぎると非難され辞職、軍人としての評価は高くない。
七年戦争の拙い指揮でしばらく政治活動ができなかったが、1764年のポンパドゥール夫人の死後、後釜にデュ・バリー夫人を据えることに成功して復活した。しかし、希望していた大臣職の就任は叶わず名目上のラングドック総督にされて政治から遠ざけられ、1774年にルイ15世が死去、孫のルイ16世が即位すると王妃マリー・アントワネットがデュ・バリー夫人と甥のデギュイヨン公を嫌っていた影響で宮廷にも活躍の場は無くなり、1788年に92歳の高齢で死去。息子のルイ・アントワーヌ・ソフィーが爵位を継承した。
リシュリューについて有名なのは様々な逸話、特に女性関係とルイ15世の愛妾に関わる話である。彼は当代きっての放蕩児と知られ、美人を見れば求め、また求められた。似たもの同士のカサノヴァとの交友もよく知られている。またアカデミー・フランセーズの一員で、ヴォルテールと交流が深く、ジャン＝ジャック・ルソーとも知り合いで、愛人であったエミリー・デュ・シャトレとは愛人関係の解消後も交際を続けた。一方、デュ・バリー夫人の宮廷入りで失脚した宰相ショワズールからは失脚に関与したと恨まれ、ルイ15世をそそのかし陰謀で成り上がった凡庸な貴族とルイ15世共々回想録で非難されている。